# SeaOrbiter
SeaOrbiter est à la fois un projet de  « vaisseau d'exploration des océans » et un  « laboratoire océanographique flottant » dirigé par l'architecte français Jacques Rougerie, l'océanographe Jacques Piccard et le spationaute Jean-Loup Chrétien. La construction du vaisseau commencé fin 2014 est depuis interrompue sine die. La construction du sommet de la station a été achevée en décembre 2016. Le planning de la mise à l'eau d'un premier prototype était prévue pour 2020.

## Description
Après trente ans de recherches, de réalisations et d'expérimentations dans le domaine des habitats sous-marins, Jacques Rougerie, accompagné par une équipe internationale, prévoit la réalisation de SeaOrbiter, conçu comme une maison sous-marine mobile. Ce vaisseau vertical dont le plan prévoyait 58 mètres de haut dont 31 sous l'eau quille dépliée, construit en aluminium recyclable, et de 550 tonnes, aurait pu accueillir de 18  à   22 personnes sur 12 niveaux dont 6 sous la mer. Le niveau le plus profond était prévu pressurisé, permettant un accès direct aux plongeurs et aux sous-marins.
L'aménagement intérieur aurait été composé entre autres, d'une base sous-marine, d'un simulateur spatial, d'un habitat sous-marin, d'un laboratoire ainsi que d'une salle de communication.
Le projet ambitionnait de créer une station océanique internationale dérivant au gré des courants à vocation scientifique et éducative.
Une exposition intitulée Sea Orbiter, la sentinelle des océans a été consacrée à ce projet en 2005 au Musée national de la Marine à Paris.

### Partie émergée

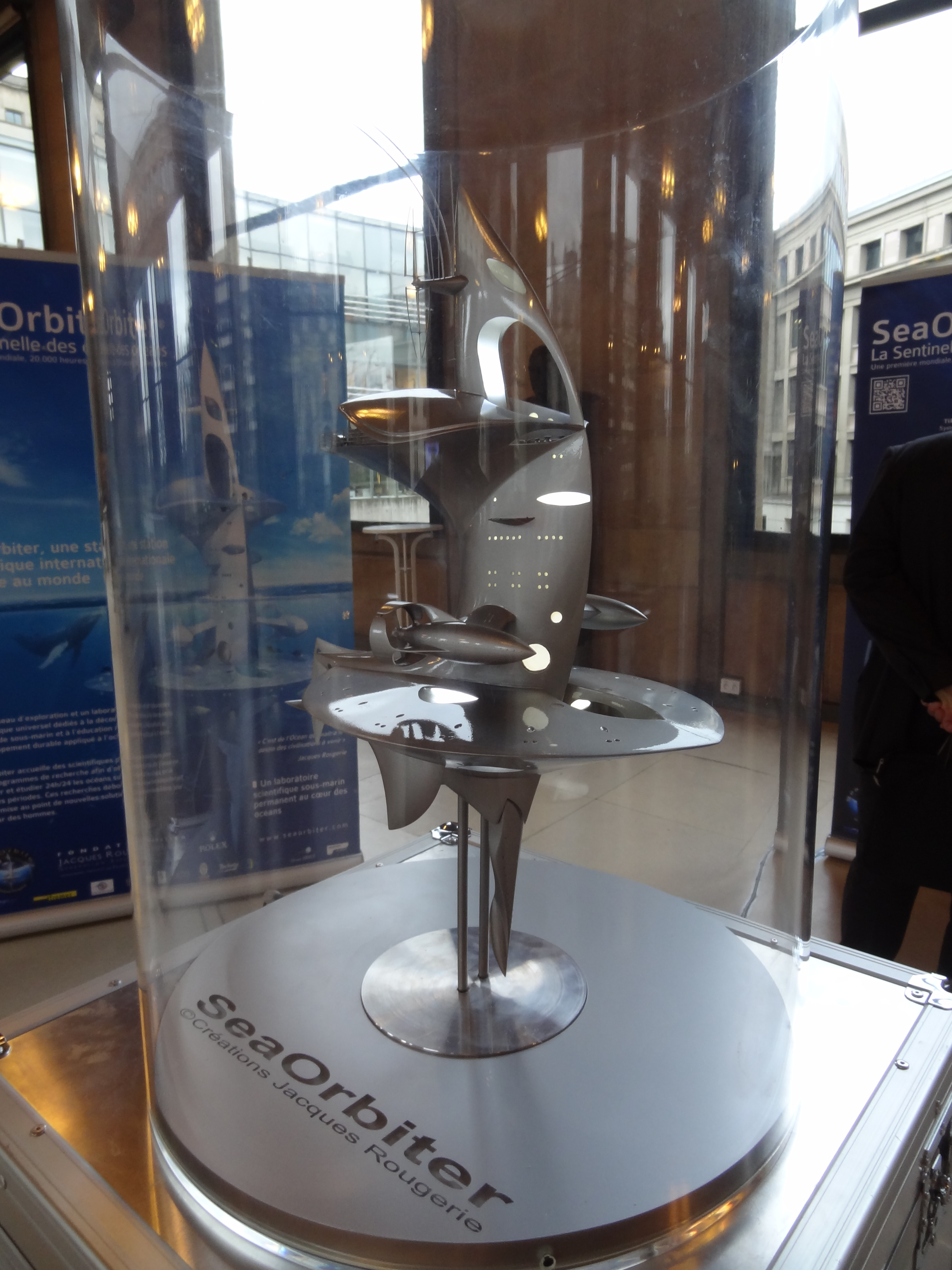
Maquette du SeaOrbiter

La partie émergée est composée de 6 ponts, pour un tirant d'air total de 27 mètres. Au sommet du « navire » se trouve un système de communication où se situent antennes et radômes. C'est aussi dans cette partie que sont localisés une éolienne pour la production d'énergie du vaisseau, ainsi que le panneau solaire de 350 m2. Le pont extérieur est équipé de deux grues de manutention et d'une plateforme pour plongeurs où l'échelle de coupée permet d'atteindre la mer, ainsi que l’embarquement et le débarquement de passagers ou marchandises.
- + 18,50 m — Poste de vigie avec une vue de 360°.
- + 11,50 m — Stockage des annexes.
- + 9,40 m — Plateforme de mise à l'eau, compartiments machines et zones de stockage.
- + 6,80 m — Local plongée et laboratoire scientifique humide.
- + 4,20 m — Passerelle de commandement.
- + 1,60 m — Laboratoire pluridisciplinaire modulaire zone médicalisée et espace fitness.

### Partie immergée
La partie immergée est composée de 6 ponts pour un tirant d'eau total de 31 mètres. Il comporte un sas plongeur, un hangar sous-marin, une quille relevable d'un poids de 180 tonnes et un propulseur de poupe.
- − 1,00 m — Espace couchettes et cabine du capitaine.
- − 3,60 m — Espace couchettes.
- − 6,20 m — Espace de communication et bloc sanitaire.
- − 8,80 m — Quartiers de vie, zone atmosphérique et réserves.
- − 11,60 m — Quartier de vie en zone pressurisée, hangar sous-marin et espace plongée.
- − 13,90 m — Zone technique et accès sous-marin et plongeurs[16].

## Mode de propulsion
Le vaisseau, conçu pour dériver au gré des courants, avec pour seul moteur la circulation océanique et de ce fait a une dimension « développement durable à 100% » devait produire l'énergie nécessaire à son fonctionnement à l'aide de deux éoliennes, 340 m2 de panneaux solaires ainsi que des hélices sous-marines et du biofuel.
Les deux petites hélices sont prévues afin de permettre au Seaorbiter de modifier sa trajectoire et de manœuvrer. 

### Vaisseau d’exploration océanique
L'objectif était de faire vivre l'équipage sous l’eau durant de très longues périodes, ce qui de ce fait lui aurait permis :
- de réaliser une observation continue du monde sous-marin ;
- d'effectuer des programmes de recherche scientifique sur le comportement humain en milieu subaquatique[18] ;
- d'approfondir l'étude de la biodiversité, des courants marins et de l’impact des océans sur le climat ;
- d'étudier des molécules marines dans le but d'avancer sur la pharmacopée.

### Laboratoire utilisé par les spationautes
Le laboratoire hyperbare (au niveau le plus profond) du vaisseau accueillera aussi de façon plus ponctuelle un équipage composé de spationautes, afin de  :
- réaliser des tests de conditions de vie en milieu extrême par les astronautes, les conditions d'apesanteur étant légèrement similaire au monde marin[19], grâce à un module pressurisé servant de simulateur spatial ;
- permettre l'entrainement opérationnel des astronautes ;
- d'étudier certains aspects scientifiques attachés à l’observation de la Terre ;
- d'aider au développement de technologies de design et de recyclage.

L'Agence spatiale européenne (ASE) a signé un accord avec SeaOrbiter à qui le vaisseau devait pouvoir servir à certaines missions d’entrainement des astronautes. L'ASE est partenaire du projet depuis février 2013. Le projet a également attiré l'attention de la NASA, au travers de son programme NEEMO (NASA Extreme Environment Mission Operations).

## Construction

### Financement
Durant l'année 2014, une campagne de crowdfunding (Finance participative) a permis de récolter 344 650 euros (sur Kiss Kiss Bank Bank) afin de financer l’œil du Sea Orbiter. L'œil (la partie haute du SeaOrbiter non submergée) a été achevé en mai 2015 dans le chantier naval d'ACCO,.

### Coûts trop élevés et arrêt du projet
L’œil du navire, construit, correspondait à la première phase planifiée de construction. Cependant, Jacques Rougerie comptait sur différentes sources d’investissement, dont des aides de la région qu'il n'obtient pas. Le projet n’a pas été retenu non plus à l’appel à projets « navires du futur », dans le cadre du Programme d'investissements d'avenir (PIA) par l'ADEME, conclut-il en mars 2016. Concurrencé par des projets moins coûteux tel que la station de dérive océanique PolarPod et faute d’argent, le projet de construction semble arrêté pour le moment, SeaOrbiter est en rade et reste à quai.
En 2022, CMA CGM décide de soutenir le projet. De nouvelles études sont nécessaires avant une possible mise en chantier espérée en 2024.